# Jezioro Czarne (gmina Nowinka)
Jezioro Czarne – jezioro w gminie Nowinka, w powiecie augustowskim, w woj. podlaskim.
Jezioro położone jest na Pojezierzu Wschodniosuwalskim, w południowej części Wigierskiego Parku Narodowego. Publikacja Parku z 2010 podaje powierzchnię 6,38 ha (z 2002 - 7,64 ha).
Jezioro ma owalny kształt, wydłużony z północy na południe. Linia brzegowa jest słabo rozwinięta, w większości porośnięta lasem. W północnej i południowej części połączone jest wąskimi przesmykami z zatokami jeziora Wigry. Jezioro Czarne zaliczane jest pod względem żyzności to typu β-mezotroficzne (umiarkowanie żyzne), zaś pod względem zarybienia - do typu sielawowych.
Bezpośrednio nad jeziorem nie ma zabudowań. Na południe od jeziora położona jest wieś Bryzgiel. Jezioro udostępnione jest do celów turystycznych - dozwolone jest wędkowanie, można też uprawiać żeglarstwo.